# Національна безпека
Національна безпека — поняття політології та соціальної філософії, яке визначається як певний ступінь захищеності особистості, суспільства та держави від зовнішніх та внутрішніх загроз, що дозволяє їм нормально існувати та розвиватися.

## Історія
Засади розуміння національної безпеки були закладені у роботах Платона, Макіавеллі, Гоббса, Монтеск'є.
У політичному лексиконі поняття «національна безпека» уперше використав 1904 року президент Теодор Рузвельт у посланні Конгресу США, обґрунтовуючи приєднання зони Панамського каналу.
У концептуально-теоретичному вигляді основні ідеї сучасного розуміння національної безпеки вперше були викладені у «Законі про національну безпеку», ухваленому в США в 1947 році. Надалі ці ідеї розвивали фундатори та прихильники школи «політичного реалізму» Ганс Моргентау, Реймон Арон, Джордж Кеннан, Генрі Кіссінджер та інші.